# 備中箕島站
備中箕島站（日语：／ Bicchū-mishima eki */?）是一位於日本岡山縣岡山市南區，隸屬於西日本旅客鐵道（JR西日本）的鐵路車站，屬宇野線的車站，同時也屬於通往四國的瀨戶大橋線的一部份，不過只限至兒島的普通列車，而往四國的快速列車「Marine Liner」則全部不會停靠。車站編號為JR-L05及JR-M05。
下行線當駛離本站後不久，便會駛入因應瀨戶大橋線高速化，而在宇野線內唯一的複線路段至早島。

## 車站結構

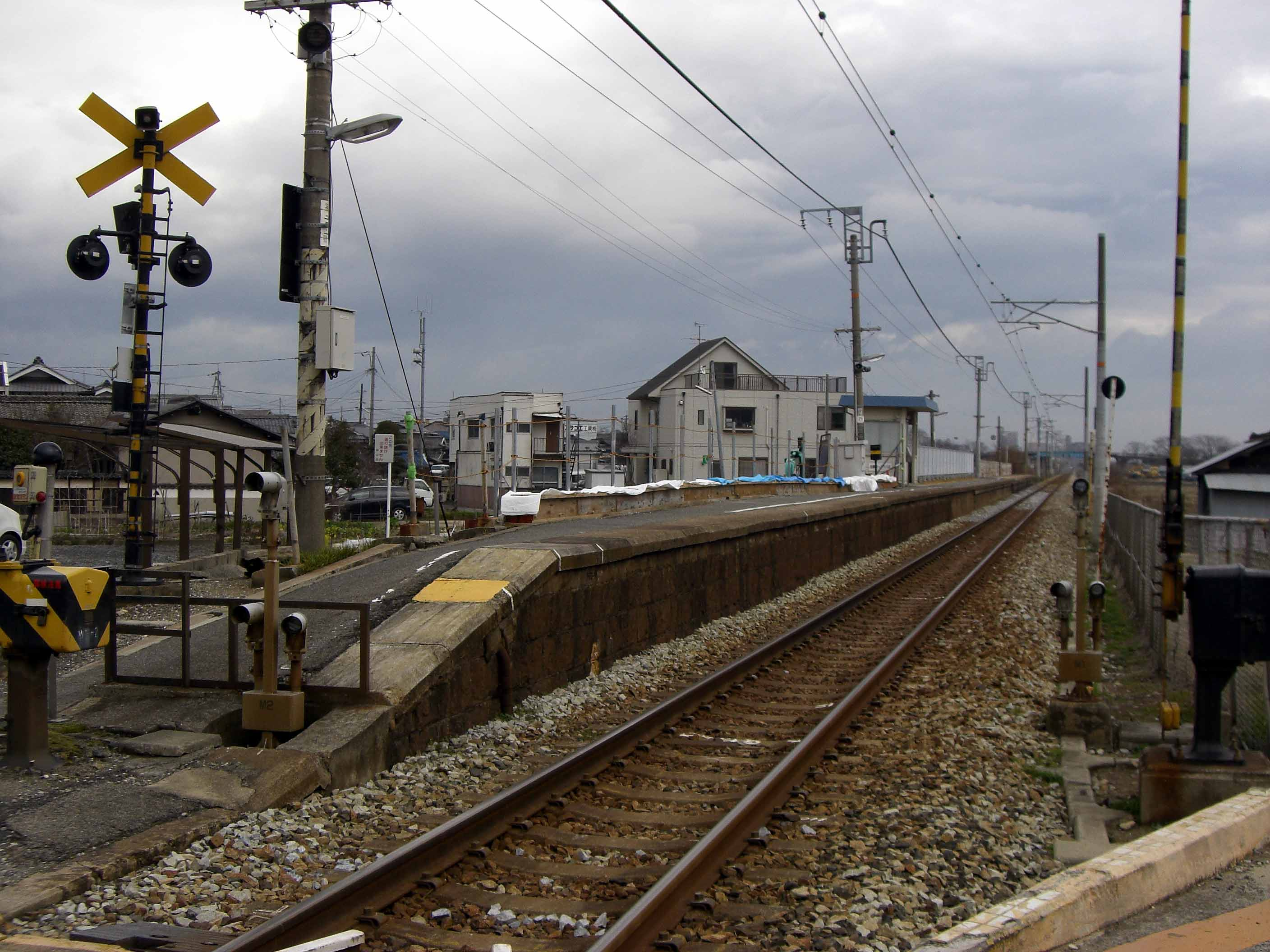
備中箕島站月台全貌。（2007年2月）

現時車站採用簡易車站模式，只設有全開放式的露天側式月台1座，並不設有站舍，也只在月台上加設了1間附設自動售票機的候車小屋，是一個配置非常簡單的車站。

### 月台配置
只有側式月台1座。
| 路線                | 方向 | 目的地         |
| ------------------- | ---- | -------------- |
| 瀨戶大橋線 宇野港線 | 上行 | 岡山方向       |
| 瀨戶大橋線 宇野港線 | 下行 | 兒島、宇野方向 |

## 歷史
- 1939年1月1日：開業[4]。
- 1940年11月1日：車站暫時休止。
- 1950年11月14日：車站重開[5]。
- 1987年4月1日：國鐵分割民營化，車站營運權交由西日本旅客鐵道承繼。
- 2007年：

- 7月15日：裝置對應ICOCA的簡易式讀咭機。
- 9月1日：ICOCA可以使用ICOCA。

- 2009年1月25日：本站～早島站間的路段複線化[3]，轉轍器設於下行離站後約500米。

## 每日乘客人數
| 乗車人員推算 | 乗車人員推算 |
| 年度         | 1日平均人數  |
| ------------ | ------------ |
| 1999         | 141          |
| 2000         | 138          |
| 2001         | 126          |
| 2002         | 145          |
| 2003         | 145          |
| 2004         | 118          |
| 2005         | 114          |
| 2006         | 105          |
| 2007         | 110          |
| 2008         | 106          |
| 2009         | 94           |
| 2010         | 101          |
| 2011         | 114          |
| 2012         | 125          |
| 2013         | 137          |
| 2014         | 147          |
| 2015         | 158          |
| 2016         | 165          |
| 2017         | 177          |
| 2018         | 176          |
| 2019         | 201          |
| 2020         | 168          |

## 相鄰車站
西日本旅客鐵道
 宇野港線、 瀨戶大橋線（宇野線）
妹尾 （JR-L04/JR-M04）－備中箕島（JR-L05/JR-M05）－早島 （JR-L06/JR-M06）

## 外部連結
- JR西日本備中箕島站官方網站 （页面存档备份，存于）